# Jodid fosforečný
Jodid fosforečný je anorganická sloučenina se vzorcem PI5.
Jedná se sice o homolog jiných fosforečných halogenidů (fluoridu, chloridu a bromidu), avšak liší se od nich tím, že nemá pětistěnnou bipyramidální strukturu. V roztoku se chová jako addukt jodidu fosforitého (PI3) a jodu (I2). V tuhé fázi se jedná o kokrystalizát těchto dvou látek.
Jodid fosforečný se připravuje reakcí jodidu sodného s chloridem fosforečným za přítomnosti methyljodidu.